# Alessandro Tadini
Alessandro Tadini (Borgomanero, 30 januari 1971) is een professioneel golfer uit Italië.

## Carrière

### Amateur
Tadini zat in 1993 en 1994 in het nationale team.
Gewonnen
- 1994: Italiaans Amateur Kampioenschap (Strokeplay)

### Professional
Na het winnen van het Italiaans Amateur werd Tadini in 1994 professional. Pas na zes pogingen kreeg hij via de Tourschool recht om op de Europese PGA Tour te spelen. In 2004 eindigde hij op de Challenge Tour op de vierde plaats en in 2005 speelde hij op de Europese Tour. Hij haalde een paar top-10 plaatsen, onder andere in Wales en het Italiaans Open, maar niet genoeg om zijn kaart te verlengen. Via een 7de plaats op de Challenge Tour speelt hij in 2009 weer op de Europese Tour, waar successen uitblijven. Eind september staat hij daar nummer 132 op de Race to Dubai.

#### Gewonnen
Nationaal
- 2002: PGA Kampioenschap (Italië) op Is Molas
- 2008: PGA Kampioenschap (Italië) op Margara
- 2009: Italiaans Nationaal Open op Ugolino
- 2012: Italiaans Nationaal Open (-14) op de Golf Nazionale in Sutri

Challenge Tour
- 2004: Costa Rica Open (-6) na play-off tegen Carlos Quevado
- 2008: Oceânico Group Pro-Am Challenge (-16) op Worsley Park, Engeland
- 2010: Credit Suisse Challenge (-22)
- 2012: ECCO Tour Kampioenschap (-12)

ECCO Tour
- 2012: ECCO Tour Kampioenschap na play-off tegen James Busby

#### Teams
- World Cup: 2004